# Bersaglio sull'autostrada
Bersaglio sull'autostrada è un film italiano del 1988 diretto da Marius Mattei.
È un film thriller con Ernest Borgnine, Linda Blair e Stuart Whitman.

## Produzione
Il film, diretto e sceneggiato da Marius Mattei, fu prodotto da Giuseppe Colombo, Josi W. Konski e Enzo Rispoli per la International Cinema Company e la Laguna Productions e girato a Miami nell'ottobre del 1988.

## Distribuzione
Il film fu distribuito nel 1988. al cinema.
Alcune delle uscite internazionali sono state:
- negli Stati Uniti il 10 marzo 1990 (Moving Target)
- in Ungheria (Mozgó célpont)
- in Italia (Bersaglio sull'autostrada)